# Sundaya tuberculata
Sundaya tuberculata is een slakkensoort uit de familie van de Cerithiopsidae. De wetenschappelijke naam van de soort is voor het eerst geldig gepubliceerd in 1927 door A. W. B. Powell.